# FCシンシナティ
フットボール・クラブ・シンシナティ（Football Club Cincinnati）は、アメリカ合衆国オハイオ州・シンシナティに本拠地を置くサッカークラブチーム。2021シーズンはMLSに所属している。

## 歴史
2015年8月12日、FCシンシナティとしてUSLプロフェッショナルリーグに参加した。
2018年3月29日にクラブ名は変えずに翌2019シーズンよりメジャーリーグ・サッカーに新規加入することが発表された。また2021年にオープンする予定のウェストエンド・スタジアムをホームスタジアムとすることも発表された。その完成まではニッパート・スタジアムを使用している。

## ライバル
コロンバス・クルーは同オハイオ州を本拠地に置いているためライバル関係にある。

## タイトル

### 国内タイトル
- サポーターズ・シールド：1回
  - 2023

## 過去の成績
| 年   | ディビジョン | ディビジョン | ディビジョン | ディビジョン | ディビジョン | ディビジョン | ディビジョン | ポジション | ポジション | プレーオフ | USオープンカップ |
| 年   | 試           | 勝           | 分           | 敗           | 得           | 失           | 点           | レギュラー | 全体       | プレーオフ | USオープンカップ |
| ---- | ------------ | ------------ | ------------ | ------------ | ------------ | ------------ | ------------ | ---------- | ---------- | ---------- | ---------------- |
| 2019 | 34           | 6            | 22           | 6            | 31           | 75           | 24           | 東12位     | 24位       | DNP        | ベスト16         |
| 2020 | 23           | 4            | 15           | 4            | 12           | 36           | 16           | 東14位     | 26位       | DNP        | 中止             |
| 2021 | 34           | 4            | 8            | 22           | 37           | 74           | 20           | 東14位     | 27位       | DNP        | 中止             |

## 平均観客動員
| 年     | レギュラー シーズン | プレーオフ |
| ------ | ------------------- | ---------- |
| 2019年 | 27,336              | DNP        |
| 2020年 | 0                   | DNP        |
| 2021年 | 21,175              | DNP        |

## 現所属メンバー
2020年2月28日現在
注：選手の国籍表記はFIFAの定めた代表資格ルールに基づく。
| No. | Pos. |                          | 選手名                   |
| --- | ---- | ------------------------ | ------------------------ |
| 1   | GK   | アメリカ合衆国           | ボビー・エドワーズ       |
| 2   | DF   | コスタリカ               | ケンダル・ワストン       |
| 3   | DF   | スウェーデン             | トム・ペッテション       |
| 4   | DF   | アメリカ合衆国           | グレッグ・ガーザ         |
| 5   | DF   | エクアドル               | グスタボ・バジェシージャ |
| 6   | MF   | ボスニア・ヘルツェゴビナ | ハリス・メジュニャニン   |
| 7   | FW   | 日本                     | 久保裕也                 |
| 8   | MF   | コスタリカ               | アラン・クルス           |
| 9   | FW   | ブラジル                 | ブレンネル               |
| 10  | FW   | オランダ                 | ユルゲン・ロカディア     |
| 11  | MF   | アルゼンチン             | ルシアーノ・アコスタ     |
| 12  | DF   | アメリカ合衆国           | ジェフ・キャメロン       |
| 14  | DF   | アメリカ合衆国           | ニック・ハグランド       |
| 16  | DF   | アメリカ合衆国           | ジーコ・ベイリー         |
| 17  | DF   | フランス                 | マテュー・デプラーニュ   |

| No. | Pos. |                | 選手名                           |
| --- | ---- | -------------- | -------------------------------- |
| 18  | GK   | アメリカ合衆国 | スペンサー・リッチー             |
| 19  | FW   | アメリカ合衆国 | ブランドン・バスケス             |
| 20  | MF   | アメリカ合衆国 | ジミー・マクローリン             |
| 22  | GK   | ポーランド     | プシェミスワフ・ティトン         |
| 23  | DF   | オランダ       | マイケル・ファン・デル・ヴェルフ |
| 24  | MF   | アメリカ合衆国 | フランキー・アマヤ               |
| 25  | FW   | ガーナ         | アイザック・アタンガ             |
| 26  | MF   | アメリカ合衆国 | トミー・マッケイブ               |
| 27  | MF   | アメリカ合衆国 | ファタイ・アラシェ               |
| 30  | GK   | アメリカ合衆国 | ベッカム・サンダーランド         |
| 31  | FW   | ガンビア       | ケクタ・マネー                   |
| 33  | MF   | アメリカ合衆国 | カレブ・スタンコ                 |
| 36  | FW   | アメリカ合衆国 | ジョー・ギャウ                   |
| 81  | FW   | ジャマイカ     | ラショーン・デイリー             |
| 96  | DF   | アメリカ合衆国 | アンドリュー・グットマン         |
| --  | FW   | ブラジル       | ブレンネル                       |

## 歴代監督
- アラン・コッチ 2017-2019
- ロン・ヤンス 2019-2020
- ヤープ・スタム 2020-2021

## 歴代所属選手

### GK
- プシェミスワフ・ティトン 2019-

### DF
- ケンダル・ワストン 2019-
- グレッグ・ガーザ 2019-
- ジャスティン・ホイト 2019-
- アルヴァス・パウエル 2019-

### MF
- ケニー・サイエフ 2019-

### FW
- ダレン・マトックス 2019-
- 久保裕也 2020-